# هری اسپانیر
هری اسپانیر (انگلیسی: Harry Spanjer; ۹ ژانویهٔ ۱۸۷۳ – ۱۶ ژوئیهٔ ۱۹۵۸) بوکسور اهل ایالات متحده آمریکا بود.